# Áno Kerásovon
Áno Kerásovon är en ort i Grekland.   Den ligger i prefekturen Nomós Aitolías kai Akarnanías och regionen Västra Grekland, i den centrala delen av landet, 210 km väster om huvudstaden Aten. Áno Kerásovon ligger 442 meter över havet och antalet invånare är 307.
Terrängen runt Áno Kerásovon är kuperad. Runt Áno Kerásovon är det ganska tätbefolkat, med 72 invånare per kvadratkilometer. Närmaste större samhälle är Agrínio, 14,9 km norr om Áno Kerásovon. 